# Jacqueline Bisset
Winifred Jacqueline Franser Bisset, conocida como Jacqueline Bisset (Weybridge, Inglaterra, 13 de septiembre de 1944) es una actriz de cine británica. Ganadora de un Globo de Oro a la mejor actriz de reparto en serie, miniserie o telefilme por la miniserie Dancing on the Edge.

## Biografía
Su madre, que era francesa, ejercía la profesión de abogada. Siendo niña, tomó clases de ballet y cursó la escuela en el Liceo Francés de Londres. Cuando Jacqueline contaba 15 años, a su madre se le diagnosticó una esclerosis múltiple que le impidió llevar una vida normal. Sus padres se divorciaron y ella decidió permanecer junto a su madre, a fin de poder asistirla y cuidarla. En esa época inició sus estudios de interpretación.  Al mismo tiempo trabajaba de modelo de fotografía.
Consiguió ser contratada para pequeños papeles en varias películas, hasta que en 1967 fue elegida para interpretar un breve papel en Dos en la carretera, junto a Albert Finney y Audrey Hepburn. A continuación intervino en Casino Royale, la célebre cinta de James Bond.
En 1968 Mia Farrow, que atravesaba una época de dificultades personales, abandonó el rodaje de The Detective y Jacqueline obtuvo su papel. Su siguiente película fue Bullitt, protagonizada junto a Steve McQueen. Durante finales de los años de 1960 participó en el éxito en taquilla Aeropuerto como la azafata que a su vez es amante del capitán Vernon Demerest (Dean Martin) . Unos años después, en 1972, actuó bajo la dirección de François Truffaut en La noche americana, la cual le ganó el definitivo interés del público y de los directores de cine europeos.

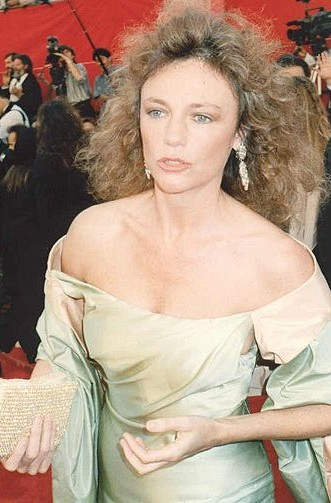
Bisset en los Premios Oscar (1989).

Su participación en Abismo (1977) junto a Robert Shaw y Nick Nolte, le valió el calificativo de «actriz más atractiva de todos los tiempos», que le dio la revista Newsweek a raíz de unas escenas en las que ella nadaba vestida únicamente con una camiseta.
Poco después, actuó en Ricas y famosas, con Candice Bergen, y Bajo el volcán, con Albert Finney. Por esta última, rodada en 1984, fue nominada a un Globo de Oro, premio para el que ya había sido nominada en 1979 por ¿Quién mató a los grandes chefs?.
También fue nominada para el premio César por su papel en la película francesa La ceremonia dirigida por el gran Claude Chabrol.
A lo largo de su carrera ha trabajado con directores tan famosos como el ya citado François Truffaut, John Huston, George Cukor y Roman Polański, entre otros. Además de trabajar en cine, Bisset ha actuado también en diversas películas de televisión, sobre todo a partir de la década de 1990, algunas de las cuales han tenido un notable éxito. Uno de los papeles con los que se ha podido familiarizar más es el personaje de Jacqueline Kennedy Onassis, que ha interpretado tanto en el cine como en la televisión.
Es conocida como actriz que no escatima tiempo para firmar autógrafos, incluso personalizados, para sus admiradores. No ha estado casada nunca, pero ha mantenido  relaciones amorosas con varios hombres, que frecuentemente han sido ampliamente divulgadas en los medios informativos, como por ejemplo el actor Michael Sarrazin y el bailarín ruso Alexander Godunov.
Fue en 2010 la imagen de una reconocida marca de cosméticos norteamericana, para el lanzamiento de un tratamiento antienvejecimiento para mujeres mayores de 60 años. En palabras de Jacqueline: «Yo no escondo mi edad, mi piel sí». Así se definía la campaña publicitaria de la marca Avon para la línea ANEW Platinum donde Jacqueline se definía como una mujer que lleva su edad con distinción y elegancia.

## Vida personal
Bisset nunca se ha casado, pero tuvo romances a largo plazo con el actor canadiense Michael Sarrazin, el magnate inmobiliario marroquí Victor Drai , el bailarín y actor ruso Alexander Godunov, el actor suizo Vincent Perez  y el profesor de artes turco Emin Boztepe. 
A sus treinta y dos años, cuando se le preguntó por qué estaba soltera y no tenía hijos, dijo: «No podría hacer lo que hago y tener hijos, de veras. ¿Te imaginas ser la hija de Raquel Welch? He oído historias de terror sobre los niños en Hollywood». Bisset ha sido madrastra en dos de sus relaciones pasadas, ya que Sarrazin y Boztepe tenían hijos antes de conocerla.
Bisset es madrina de Angelina Jolie.

## Filmografía
- The Knack (1965)
- Callejón sin salida (1966)
- Drop Dead Darling (1966)
- The Cape Town Affair (1967)
- The Sweet Ride (1967)
- Dos en la carretera (1967)
- Casino Royale (1967)
- The First Time (1968)
- El detective (1968)
- Bullitt (1968)
- Secret World (1969)
- The Grasshopper (1969)
- Aeropuerto (1970)
- Secrets (1971)
- Believe in Me (1971)
- The Mephisto Waltz (1971)
- Presente (1972)
- El juez de la horca (1972)
- El ladrón que vino a cenar (1973)

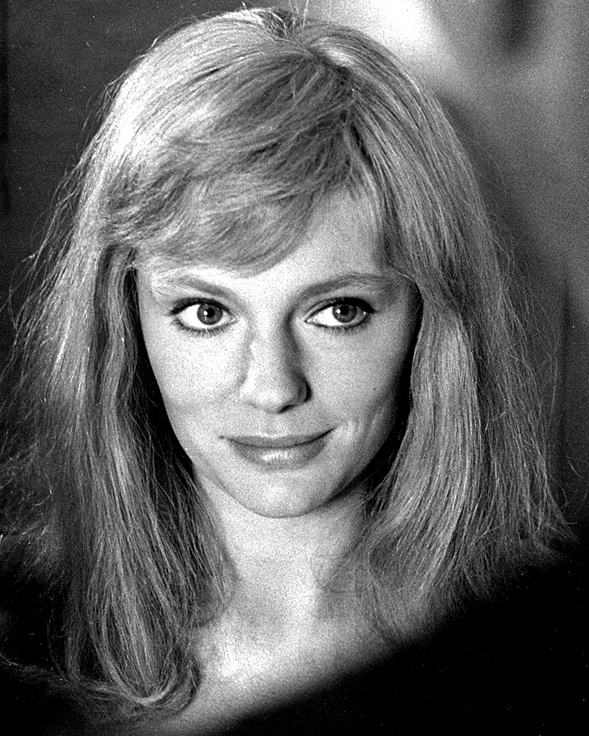
Bisset en la película Secret World (1969).

- Cómo destruir al más famoso agente secreto del mundo (1973)
- La noche americana (1973)
- Asesinato en el Orient Express (1974)
- La donna della domenica (1975)
- La escalera de caracol (1975)
- El puente sobre Estambul (1975)
- El temerario Ives (1976)
- Abismo (1977)
- El griego de oro (1978)
- Who is Killing the Great Chefs of Europe? (1978)
- El magnate (1978)
- Amo non amo (1979)
- When Time Ran Out (1980)
- Inchon (1981)
- Ricas y famosas (1981)
- Class (1983)
- Bajo el volcán (1984)
- Ana Karenina (TV) (1985)
- Napoleón y Josefina: Una historia de amor (1987)
- Temporada alta (1987)
- La maison de jade (1988)
- Orquídea salvaje (1990)
- Lucha de sexos en Beverly Hills (1990)
- ¡Rossini! ¡Rossini! (1991)
- Un amour de banquier (1991)
- Est-Quest: Les paradis perdus (1993)
- Las marmotas (1993)
- Crime Broker (1993)
- La ceremonia (1995)
- Once You Meet a Stranger (TV) (1996)
- September (TV) (1996)
- Dangerous Beauty (1997)
- Más fuerte que su destino (1998)
- Hey Arnold! (Serie de TV). Un episodio como Madame Parvenu (Voz) (1999)
- La Biblia: Jesús (TV) (1999)
- Les gens qui s'aiment (1999)
- Witch Hunt (TV) (1999)
- Juana de Arco (TV) (1999)
- Let the Devil Wear Black (1999)
- In the Beginning (miniserie, 2000)
- Britannic (TV) (2000)
- New Year's Day (2000)
- Sex & Mrs. X (TV) (2000)
- The Sleepy Time Gal (2001)
- Ally McBeal (Serie de TV). 2 episodios como Frances Shaw (2001-2002)
- Dancing at the Harvest Moon (TV) (2002)
- Heart of Stone (2002)
- Ley y Orden: Unidad de víctimas especiales (serie de televisión). El episodio Control T5/09 como Juliet Barclay (2003)
- America's Prince: The John F. Kennedy Jr. Story (TV) (2003)
- Latter Days (2003)
- Swing (2003)
- Z Channel: Una magnífica obsesión (TV) (2004)
- Joan of Arc: The Virgin Warrior (2004)
- Fascination (2004)
- The Survivors Club (TV) (2004)
- Summer Solstice (TV) (2005)
- Domino (2005)
- El Despertar del Amor (2005)
- Espera al último baile 2 (2006)
- Nip/Tuck, a golpe de bisturí (serie de televisión). 6 episodios como James LeBeau (2006)
- Carolina Moon (TV) (2007)
- An Old Fashioned Thanksgiving (TV) (2008)
- Death in Love (2008)
- The Eastmans (TV) (2009)
- An Old Fashioned Christmas (2010)
- Rizzoli & Isles (serie de televisión). 3 episodios como Constance Isles (2011-2012)
- 2 Jacks (2012)
- Dancing on the Edge (miniserie, 2012)
- Welcome to New York (2014)
- Peter and John (2015)
- Miss You Already (2015)
- The Last Film Festival (2016)
- 9/11 (2017)
- L'amant double (2017)
- Counterpart (serie de televisión, 2017-2018)
- Blue Night (2018)
- Backstabbing for Beginners (2018)
- Asher (2018)
- Very Valentine (2019)
- "Messe basse" (2020)
- "Madeleine Collins" (2021)
- "Blood Brothers" (2021)
- "Aves del paraíso" (2021)
- "Loren & Rose" (2022)
- "Long Shadows" (2024)

## Premios y nominaciones
Victorias
- Festival de Cine de Múnich 2001: Premio CineMerit a su trayectoria
- Festival de Cine de Boston 2008: Premio a la Mejor Actriz por Sombras del Pasado
- Festival de Cine de Locarno 2013  : Premio Honorífico a su trayectoria
- Globos de Oro 2014  : Globo de Oro a la mejor actriz de reparto en serie, miniserie o película para televisión por Dancing on the Edge
- Festival de Cine de Moscú 2015  : Premio Especial a su trayectoria
- Festival de Cine de Odessa 2018: Duque de Oro honorario por su carrera.